# Anarho-primitivism
Anarho-primitivismul, aripă a doctrinei și mișcării politice "anarhism", se leapădă în mod radical de civilizația industrială, aceasta fiind considerată drept rădăcina diferitelor forme de înstrăinare care răpesc omului libertatea.
Anarho-primitiviștii cred că tot ceea ce formează baza industrială - progresul tehnologic, zidirea de noi orașe, agricultura mecanizată, etc. - ar fi contribuit la dezvoltarea structurilor ierarhice și de oprimare care stau la baza statului. De aceea, anarho-primitivismul predică o societate inspirată de la societățile preindustriale.